# جاي ويليام لويد
جاي ويليام لويد (بالإنجليزية: J. William Lloyd)‏ هو كاتب وطبيب أمريكي، ولد في 4 يونيو 1857 في نيوجيرسي في الولايات المتحدة، وتوفي في 23 أكتوبر 1940.